# Juan Guas

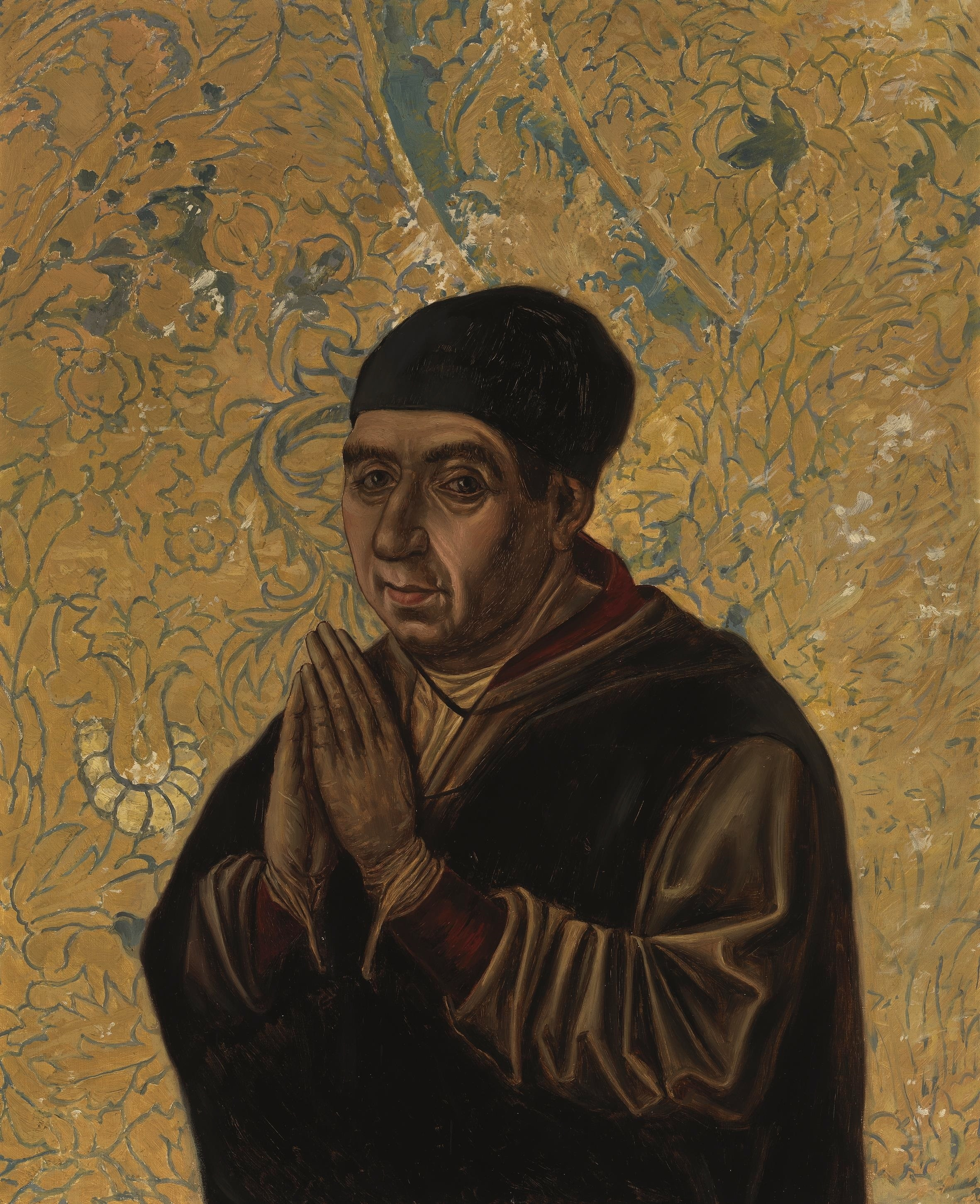
Juan Guas, por Matías Moreno González. Ca. 1877. (Museo del Prado, Madrid).

Juan Guas (? - 1496) foi um arquitecto e escultor espanhol, representante do estilo isabelino.